# Hardbodies
Hardbodies è un film del 1984 diretto da Mark Griffiths.

## Trama
Il truffatore Scotty viene sfrattato dal suo appartamento per mancato pagamento dell'affitto. Fortunatamente per lui fa conoscenza con tre ricconi divorziati più anziani di lui, i quali accettano di farlo vivere con loro nella loro casa al mare se in cambio l'uomo insegnerà loro come fare a rimorchiare delle donne.

## Produzione
Il film venne realizzato per essere trasmesso direttamente su Playboy Channel, ma la Columbia ha poi deciso di distribuirlo nelle sale cinematografiche.

## Distribuzione
Hardbodies è stato distribuito a Los Angeles il 4 maggio 1984 ed è stato seguito da un'uscita a New York il 12 maggio 1984.

## Accoglienza

### Botteghino
Girato con un budget inferiore ai 2 milioni di dollari, il film ha incassato ai botteghini 7.121.719 dollari.

### Critica
Su Metacritic il film ha un punteggio di 1 su 100 sulla base delle recensioni di 4 critici, indicando "una schiacciante antipatia".

## Sequel
Nel 1986 ne è stato realizzato un sequel intitolato Vacanze bollenti per quei pazzi porcelloni.